# Åtjärnarna (Björna socken, Ångermanland)
Åtjärnarna är en sjö i Örnsköldsviks kommun i Ångermanland och ingår i Gideälvens huvudavrinningsområde.